# DAIGE
A DAIGE magyar divatmárka. 2012-ben alapította Tóth Melinda divattervező. (A daige szó jelentése az amerikai szleng szerint: csaj.)
A szezonális kollekciók széles skálát ölelnek át, a nagyon színes és extrém szabású daraboktól a letisztult, kényelmes eleganciáig. Praktikusak és megfizethetőek is egyben. Így bárki megtalálhatja a számára legmegfelelőbb darabot. A DAIGE kollekciók sajátos téma köré épülnek. A designer inspirációt merít például a kortárs művészektől, természetből, sportból, mozifilmekből, asztrológiából. Minőségi anyagokkal dolgoznak, továbbá különböző kiegészítőket is készítenek, például egyedi táskákat. Ruhadarabjaik a fenntarthatóság jegyében készülnek és törekednek az időtállóságra és arra, hogy a darabok a trendhullám elején legyenek, valamint egyszerre szeresse az itthoni és a nemzetközi piac is.